# Opius rheasilviae
Opius rheasilviae är en stekelart som beskrevs av Fischer 1970. Opius rheasilviae ingår i släktet Opius och familjen bracksteklar. Inga underarter finns listade i Catalogue of Life.